# Unione Sportiva Lucchese Libertas 1936-1937
Questa voce raccoglie le informazioni riguardanti il l'Unione Sportiva Lucchese Libertas nelle competizioni ufficiali della stagione 1936-1937.

## Divise
| 1ª divisa |

## Organigramma societario
Area direttiva
- Presidente: Giuseppe Della Santina, poi Antonio Fontana

Area tecnica
- Allenatore: Ernest Erbstein

## Rosa
| N. |                   | Ruolo | Calciatore           |
| -- | ----------------- | ----- | -------------------- |
|    | Italia (bandiera) | P     | Aldo Olivieri        |
|    | Italia (bandiera) | D     | Antonio Perduca      |
|    | Italia (bandiera) | D     | Wando Persia         |
|    | Italia (bandiera) | D     | Ivo Pescini          |
|    | Italia (bandiera) | D     | Lamberto Petri       |
|    | Italia (bandiera) | D     | Italo Romagnoli (II) |
|    | Italia (bandiera) | C     | Ferrero Alberti      |
|    | Italia (bandiera) | C     | Libero Marchini      |
|    | Italia (bandiera) | C     | Salvatore Musmeci    |
|    | Italia (bandiera) | C     | Bruno Neri           |

| N. |                    | Ruolo | Calciatore        |
| -- | ------------------ | ----- | ----------------- |
|    | Italia (bandiera)  | A     | Piero Andreoli    |
|    | Italia (bandiera)  | A     | Gino Callegari    |
|    | Italia (bandiera)  | A     | Giulio Cappelli   |
|    | Italia (bandiera)  | A     | Elpidio Coppa     |
|    | Italia (bandiera)  | A     | Guido Dossena     |
|    | Uruguay (bandiera) | A     | Carlos Gringa     |
|    | Italia (bandiera)  | A     | Danilo Michelini  |
|    | Italia (bandiera)  | A     | Bruno Scher       |
|    | Italia (bandiera)  | A     | Antonio Vojak (I) |

## Risultati

### Serie A

#### Girone d'andata
| Arbitro: | Mastellari (Bologna) |

|               |           |                   |
| Michelini 10’ | Marcatori | 47’ (rig.) Stella |

| Arbitro: | Soliani (Genova) |

|             |           |              |
| Gabetto 30’ | Marcatori | 41’ Andreoli |

| Lucca 27 settembre 1936 | Lucchese         | 0 – 0 | Milan | Stadio Porta Elisa\| Arbitro: \| Moretti (Genova) \| |
| Arbitro:                | Moretti (Genova) |       |       |                                                      |

| Arbitro: | Salvagno (Trieste) |

|                   |           |                       |
| Romano 14’ (rig.) | Marcatori | 21’ Perduca 88’ Coppa |

| Arbitro: | Dattilo (Roma) |

|                       |           |                           |
| Andreoli 4’ Coppa 86’ | Marcatori | 37’ Biavati 55’ Reguzzoni |

| Arbitro: | Sassi (Roma) |

|            |           |             |
| Pantani 5’ | Marcatori | 90’ Dossena |

| Arbitro: | Bertolio (Torino) |

|                        |           |                         |
| Antona 30’ Ferrari 64’ | Marcatori | 37’ Callegari 52’ Coppa |

| Arbitro: | Carminati (Milano) |

|                                     |           |                        |
| Coppa 3’ Marchini 42’ Michelini 59’ | Marcatori | 55’ Biagi 86’ Venditto |

| Arbitro: | Caironi (Milano) |

|                |           |  |
| Banchero I 83’ | Marcatori |  |

| Lucca 29 novembre 1936 | Lucchese         | 0 – 0 | Bari | Stadio Porta Elisa\| Arbitro: \| Salvatori (Roma) \| |
| Arbitro:               | Salvatori (Roma) |       |      |                                                      |

| Arbitro: | Bertolio (Torino) |

|                                       |           |          |
| Colaussi 8’, 27’ Chizzo 35’ Rocco 70’ | Marcatori | 7’ Coppa |

| Arbitro: | Scotto (Savona) |

|                       |           |               |
| Costa 36’ Capponi 61’ | Marcatori | 52’ Michelini |

| Arbitro: | Turbiani (Ferrara) |

|           |           |  |
| Coppa 22’ | Marcatori |  |

| Arbitro: | Saracini (Ancona) |

|                                          |           |  |
| Subinaghi 25’ Prendato 74’ D'Alberto 81’ | Marcatori |  |

| Arbitro: | Scorzoni (Bologna) |

|                              |           |               |
| Michelini 12’ Coppa 71’, 84’ | Marcatori | 24’ Buscaglia |

#### Girone di ritorno
| Arbitro: | Barlassina (Novara) |

|                       |           |                            |
| Stella 57’ Comini 65’ | Marcatori | 76’ Marchini 78’ Michelini |

| Arbitro: | Dattilo (Roma) |

|               |           |              |
| Michelini 23’ | Marcatori | 49’ Borel II |

| Arbitro: | Sassi (Roma) |

|                                |           |  |
| Capra 26’ Cossio 54’ Boffi 81’ | Marcatori |  |

| Arbitro: | Scarpi (Dolo) |

|                            |           |           |
| Coppa 41’ (rig.), 62’, 71’ | Marcatori | 72’ Piola |

| Bologna 14 febbraio 1937 | Bologna           | 0 – 0 | Lucchese | Stadio Littoriale\| Arbitro: \| Bertolio (Torino) \| |
| Arbitro:                 | Bertolio (Torino) |       |          |                                                      |

| Arbitro: | Pirovano (Monza) |

|                    |           |                        |
| Michelini 35’, 88’ | Marcatori | 3’, 10’ Marchionneschi |

| Arbitro: | Gonani (Ravenna) |

|           |           |  |
| Coppa 75’ | Marcatori |  |

| Arbitro: | Scotto (Savona) |

|                                     |           |                                |
| Rossetti 21’, 50’, 81’ Venditto 42’ | Marcatori | 60’ Michelini 82’ (rig.) Coppa |

| Arbitro: | Zelocchi (Modena) |

|            |           |  |
| Gringa 86’ | Marcatori |  |

| Arbitro: | Gnocchini (Como) |

|                       |           |  |
| Ferrero 43’ Violi 81’ | Marcatori |  |

| Arbitro: | Mattea (Torino) |

|           |           |              |
| Petri 71’ | Marcatori | 88’ Busidoni |

| Arbitro: | Caironi (Milano) |

|               |           |  |
| Michelini 58’ | Marcatori |  |

| Arbitro: | Zelocchi (Modena) |

|                                       |           |  |
| Simonetti 50’ Spivach 56’ Bollano 75’ | Marcatori |  |

| Arbitro: | Salvagno (Trieste) |

|                                             |           |  |
| Gringa 3’ Michelini 38’, 49’, 83’ Scher 51’ | Marcatori |  |

| Arbitro: | Gonani (Ravenna) |

|                              |           |                                 |
| Prato 44’ (rig.) Palumbo 82’ | Marcatori | 1’ Andreoli 73’ (aut.) Brunella |

### Coppa Italia

#### Sedicesimi di finale
| Arbitro: | Scarpi (Dolo) |

|  |           |              |
|  | Marcatori | 84’ Borel II |

## Statistiche

### Statistiche di squadra
| Competizione | Punti | In casa | In casa | In casa | In casa | In casa | In casa | In trasferta | In trasferta | In trasferta | In trasferta | In trasferta | In trasferta | Totale | Totale | Totale | Totale | Totale | Totale | DR |
| Competizione | Punti | G       | V       | N       | P       | Gf      | Gs      | G            | V            | N            | P            | Gf           | Gs           | G      | V      | N      | P      | Gf     | Gs     | DR |
| ------------ | ----- | ------- | ------- | ------- | ------- | ------- | ------- | ------------ | ------------ | ------------ | ------------ | ------------ | ------------ | ------ | ------ | ------ | ------ | ------ | ------ | -- |
| Serie A      | 31    | 15      | 8       | 7       | 0       | 25      | 12      | 15           | 1            | 6            | 8            | 14           | 31           | 30     | 9      | 13     | 8      | 39     | 43     | -4 |
| Coppa Italia |       | 1       | 0       | 0       | 1       | 0       | 1       | -            | -            | -            | -            | -            | -            | 1      | 0      | 0      | 1      | 0      | 1      | -1 |
| Totale       | -     | 16      | 8       | 7       | 1       | 25      | 13      | 15           | 1            | 6            | 8            | 14           | 31           | 31     | 9      | 13     | 9      | 39     | 44     | -5 |

### Statistiche dei giocatori[2]
| Giocatore         | Serie A  | Serie A | Coppa Italia | Coppa Italia | Totale   | Totale |
| Giocatore         | Presenze | Reti    | Presenze     | Reti         | Presenze | Reti   |
| ----------------- | -------- | ------- | ------------ | ------------ | -------- | ------ |
| F. Alberti        | 7        | 0       | 1            | 0            | 8        | 0      |
| P. Andreoli       | 29       | 3       | 1            | 0            | 30       | 3      |
| G. Callegari      | 15       | 1       | -            | -            | 15       | 1      |
| G. Cappelli       | 6        | 0       | -            | -            | 6        | 0      |
| E. Coppa          | 30       | 13      | 1            | 0            | 31       | 13     |
| G. Dossena        | 9        | 1       | 1            | 0            | 10       | 1      |
| C. Gringa         | 24       | 2       | 1            | 0            | 25       | 2      |
| L. Marchini       | 30       | 2       | -            | -            | 30       | 2      |
| D. Michelini      | 24       | 13      | -            | -            | 24       | 13     |
| S. Musmeci        | 2        | 0       | -            | -            | 2        | 0      |
| B. Neri           | 25       | 0       | -            | -            | 25       | 0      |
| A. Olivieri       | 30       | -43     | 1            | -1           | 31       | -44    |
| A. Perduca        | 22       | 1       | 1            | 0            | 23       | 1      |
| W. Persia         | 12       | 0       | -            | -            | 12       | 0      |
| I. Pescini        | 19       | 0       | 1            | 0            | 20       | 0      |
| L. Petri          | 6        | 1       | -            | -            | 6        | 1      |
| I. Romagnoli (II) | 19       | 0       | 1            | 0            | 20       | 0      |
| B. Scher          | 20       | 1       | 1            | 0            | 21       | 1      |
| A. Vojak (I)      | 1        | 0       | 1            | 0            | 2        | 0      |